# Morrosaurus
Morrosaurus („ještěr z lokality El Morro“) byl rod středně velkého ornitopodního dinosaura vzdáleně příbuzného skupině hypsilofodontů, který žil v období svrchní křídy (věk maastricht, před 72 až 66 miliony let) na území dnešní Antarktidy (Ostrov Jamese Rosse). 

## Objev a význam
Zkameněliny dinosaura byly objeveny argentinskou vědeckou expedicí v roce 2002 v sedimentech geologického souvrství Snow Hill Island a vědecky je popsal tým argentinských paleontologů na konci roku 2015. Holotyp nese označení MACN Pv 197 a jedná se o fragmenty kostí dolních končetin. V současnosti představuje pátý oficiálně popsaný rod neptačího dinosaura z "ledového" kontinentu.

## Zařazení
Morrosaurus byl zřejmě vývojově primitivním zástupcem skupiny Euiguanodontia a spoluutvářel klad Elasmaria, společně s dalšími argentinskými či antarktickými rody Trinisaura, Gasparinisaura, Anabisetia, Notohypsilophodon, Talenkauen, Macrogryphosaurus a Diluvicursor. Blízce příbuzným rodem byl také argentinský taxon Chakisaurus.